# Бой при Ла-Глизуэле
Бой при Ла-Глизуэле (фр. Combat de La Glisuelle) — бой, который произошёл 11 июня 1792 года в нескольких километрах к северу от Мобёжа между авангардом армии Лафайета, бывшим под командой Жана-Батиста Гувиона, и австрийским корпусом фельдцейхместера Клерфэ, двигавшимся из Монса. Французы, застигнутые врасплох и не получившие подкрепления, были разбиты превосходящими силами австрийцев, генерал Гувион убит. Бой произошёл недалеко от дороги из Мобёжа на Монс к северу от деревни Ла-Глизуэль (сегодня Ла-Гризоэль).

## Перед боем
Хотя первое наступление французской армии на территорию Австрийских Нидерландов провалилось в конце апреля 1792 года, положение австрийцев было не блестящим, потому что их небольшие вооружённые силы, около 30 тысяч, были растянуты вдоль французской границы, подкрепления можно было ожидать только к концу июня. Пруссия отказалась послать войск в Нидерланды. Всё это не оставило командующему в Австрийских Нидерландах герцогу Альберту Саксен-Тешенскому иного выбора, кроме как беспокоить врага на отдельных постах, даже если французская армия иногда переходила в наступление.
С французской стороны, неудачные распоряжения маршала Рошамбо в неудавшемся наступлении французской армии привели к его замене маршалом Люкнером. Люкнер стал готовить новое наступление, в результате подготовки начались перемещения войск, не всегда оправданные и ставившие отдельные отряды под угрозу.

## Бой
Генерал Лафайет, командовавший армией, с начала мая располагавшейся в укрепленном лагере у Мобёжа, 10 июня послал свой авангард под командованием Жана-Батиста Гувиона в направлении Монса, где находились австрийцы. Этот авангард насчитывал около трёх тысяч человек (четыре батальона и четыре эскадрона кавалерии).
Узнав об этом, фельдцейхместер Клерфэ в ночь с 10 на 11 июня вышел из лагеря у Монса во главе значительного корпуса — 11 батальонов, 18 эскадронов — и направился на Мобёж с задачей атаковать этот изолированный отряд. Одна колонна, 6 батальонов, 14 эскадронов, продвинулась вперед по дороге, ведущей из Живри в Бомон, а затем повернула направо, на Виллер-сюр-Николь; другая, четыре батальона и четыре эскадрона, двинулись по прямой дороге на Мобёж. Дороги, размытые частыми дождями, задержали прибытие колонн к месту предполагавшегося боя.
Наконец, 11 июня, до рассвета, началась атака первой колонны. У Мерьё авангард австрийцев встретился с французской кавалерией и вступил с ней в бой.
Генерал Гувион, оценив численность австрийских войск, немедленно отправил просьбу о помощи в Мобёж, и, выставив артиллерию на дороге, начал медленно и в полном порядке отступать в Ла-Глизуэль, надеясь, что скоро его спасут войска из лагеря у Мобёжа. Его пехота отступала за живой изгородью, которая окружала дороги, и поддерживала артиллерийский огонь ружейным огнем. К несчастью для французов, сильная гроза, разразившаяся в это время, и встречный ветер не позволили услышать звук ружейных выстрелов и пушек во французском лагере.
Отошедший в Ла-Глизуэль французский отряд упорно сопротивлялся там и подвергался артобстрелу до тех пор, пока генерал-майор Старай, который тем временем сбил французские аванпосты в Буньи, Коши и Беттиньи, не атаковал левый фланг Гувиона со второй колонной. После чего французы бежали из Ла-Глизуэля.
Когда Лафайет узнал о случившемся, он немедленно отдал приказ генералу Нарбонну двинуться на австрийский фланг с колонной пехоты, которую поддерживал кавалерией. Резерв должен был прийти непосредственно на помощь авангарду, и весь корпус, взявшись за оружие, также двинулся на противника. Но подкрепление прибыло слишком поздно. К этому времени отряд Гувиона был разбит, а сам он убит пушечным ядром.
Но при виде нескольких отрядов, наступающих с фронта, и колонны, идущей на их левом фланге, австрийцы отступили на Монс.

## Результаты
Французы в этом бою потеряли убитыми и ранеными более 500 человек, в то время как австрийцы — всего около 60 человек.
Генерал Нарбонн, подошедший с 5000 человек, снова занял Ла-Глизуэль.